# Tebourba
Tebourba (arabe : طبربة ) est une ville du nord de la Tunisie située sur la rive gauche de la Medjerda, à une trentaine de kilomètres à l'ouest de Tunis, face à la ville d'El Batan.
Chef-lieu d'une délégation rattachée au gouvernorat de la Manouba, sa population compte 27 545 habitants en 2014.

## Histoire
La ville moderne est construite en partie sur le site de la cité romaine de Thuburbo Minus qui dépendait de la province d'Afrique proconsulaire. Après la bataille d'Actium en l'an 27, Auguste y installe la Legio VIII Augusta. La ville compte au Ier siècle av. J.-C., selon l'Itinéraire d'Antonin, près de 2 500 habitants et apparaît sur une carte du réseau routier romain : la Table de Peutinger. Elle donne son nom à la ville actuelle.
C'est à Thuburbo Minus, à l'époque du christianisme primitif, que sainte Perpétue et sainte Félicité (qui comptent parmi les martyrs les plus connus du christianisme) sont détenues avec leurs coreligionnaires avant leur mise à mort dans l'amphithéâtre de Carthage en mars 202 ou mars 203. La ville devient plus tard un siège épiscopal et donne deux évêques connus : Victor, participant au concile de Carthage où il est un concurrent du donatiste Maximinus, et Germanus qui signe en 646 la lettre des évêques du consulat adressée au patriarche Paul II de Constantinople contre le monothélisme.
Elle est reconstruite à partir du XVe siècle par des Maures venus d'Andalousie. Ils sont à l'origine de l'application d'un plan d'urbanisme original, à savoir une trame urbaine en damier avec huit avenues convergeant vers une vaste place rectangulaire autour de laquelle sont construites mosquées, commerces et fondouks. Quant à l'amphithéâtre romain, il est démoli au XVIIe siècle pour laisser place à la construction d'un pont.
Durant la Seconde Guerre mondiale, Tebourba est le lieu d'une importante bataille, du 29 novembre au 4 décembre 1942, au cours de laquelle s'affrontent les troupes anglo-américaines et les troupes italo-allemandes. La bataille est remportée par les secondes et la ville détruite.

## Économie
Tebourba, située dans la vallée du seul fleuve pérenne de Tunisie, a, dès l'époque antique, une vocation agricole basée sur la production de blé, d'huile d'olive et de vin.

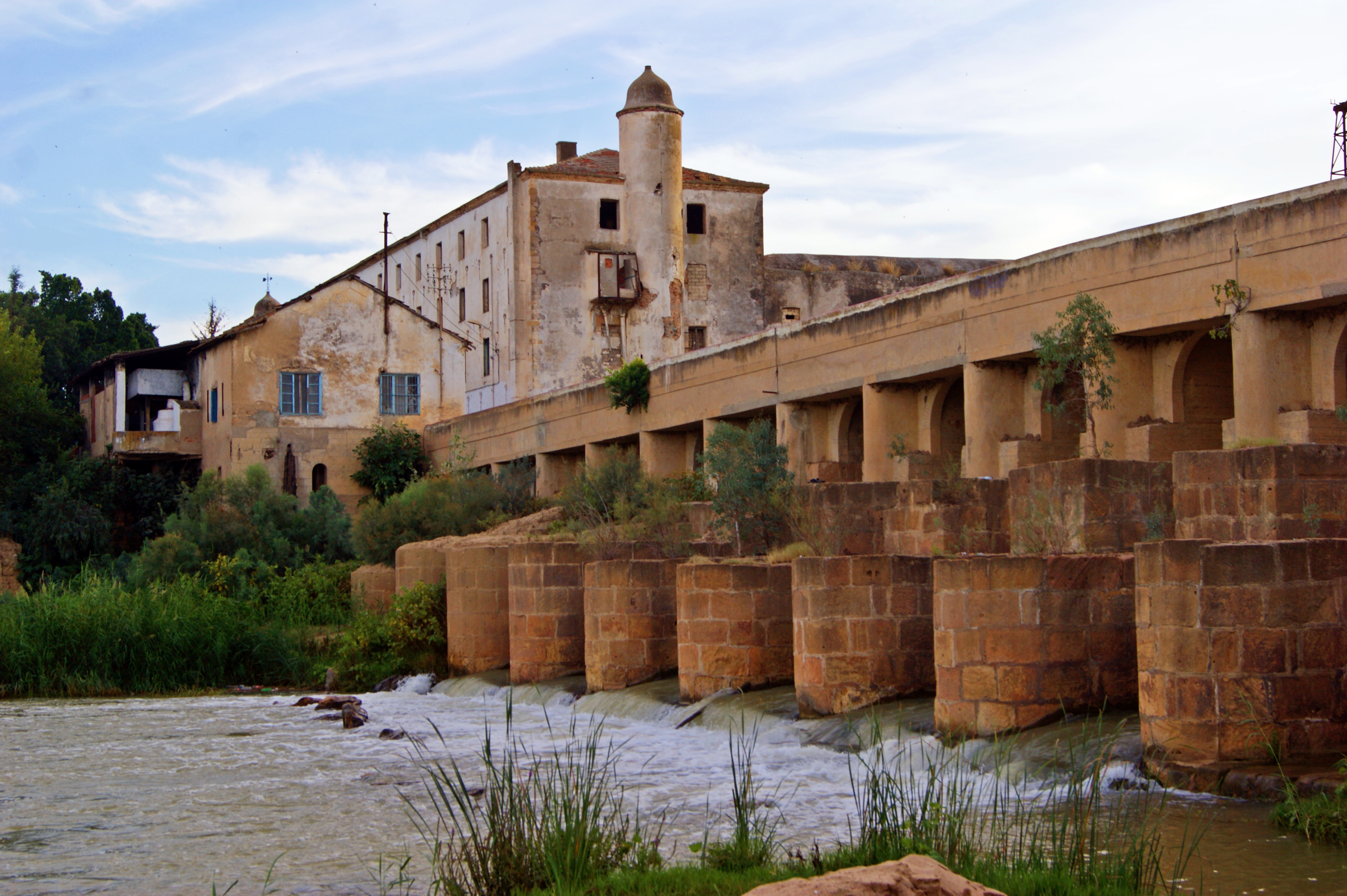
Pont-barrage d'El Batan.

Fortement développée sous la période du protectorat français, la viticulture connaît un renouveau à travers la production d'une AOC, les Coteaux de Tebourba, pour la production de vins rouges et rosés dont le plus célèbre est le Magon.
Elle possède également une importante zone industrielle que valorise une liaison ferroviaire directe avec Tunis. De plus, sans être un lieu touristique notoire, la ville constitue souvent une étape dans les circuits touristiques qui s'intéressent aux patrimoines antique ou andalou.
Le monument emblématique de la ville est le pont-barrage d'El Batan, construit en 1690 sous le règne de Mourad II Bey, bel ouvrage de seize arches qui permet d'utiliser l'eau de la Medjerda pour irriguer les terres agricoles et actionner les moulins à foulons de la ville.

## Culture
L'église Sainte-Félicité-et-Sainte-Perpétue est une église ancienne détruite par les bombardements de 1942-1943, reconstruite par les soins de Charles-Albert Gounot, archevêque de Carthage, et consacrée le 7 mars 1953. Elle est mise sous la protection des saintes Perpétue et Félicité originaires de Thuburbo Minus et martyrisées en 203 à Carthage.